# Società Italiana Vetro

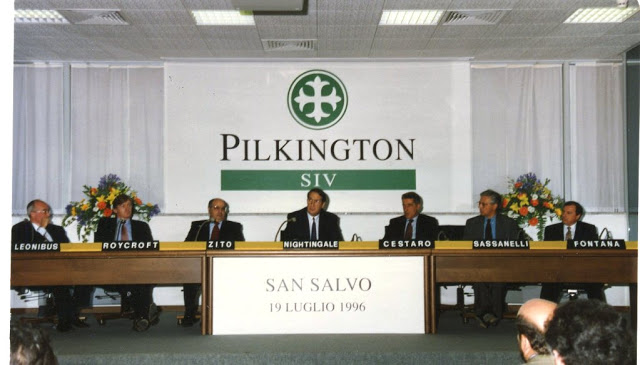
En 1996 se celebró una ceremonia de logotipo en Pilkington sobre SIV

Società Italiana Vetro S.p.A. (Sociedad Italiana del Vidrio), acrónimo (SIV), fue una empresa pública italiana del grupo EFIM (Ente partecipazioni e finanziamento industrie manifatturiere). Operaba en el sector de producción de vidrio plano simple y vidrio plano transformado, tanto para su uso en construcción como en la industria automotriz.
Cuantitativamente, fue el segundo productor europeo de vidrio para automóviles, con una cuota de mercado de 22 %, después de Saint-Gobain, con un 38 %.

## Historia
Fue fundada en 1962 por Enrico Mattei, Società Italiana Ernesto Breda y Libbey. En La Reppublica, Eugenio Occorso informa que «Eni había descubierto en Abruzzo un depósito de metano de tan mala calidad que lo hacía inutilizable para uso doméstico. Por ello se decidió usarlo para fundir sílice y hacer vidrio». Hasta 1985 fue propiedad de ENI (SAMIM), luego SIV pasa al control de EFIM (Ente partecipazioni e finanziamento industrie manifatturiere) o (Entidad de inversiones y financiación de industrias manufactureras).
(No debe confundirse con EFIM SOFOM de México )
En 1994 fue privatizada, vendida por 210 mil millones de liras a Pilkington Italia SA (Pilkington PLC Group) Pilkington y Vetrotech Ltd (Techint Group). En 1995 pasó al control total de la empresa anglosajona y se convirtió en Pilkington SIV S.p.A.
En 2002 se convierte en Pilkington Italia.
En el ínterin, en 2000, la empresa japonesa Nippon Sheet Glass (NSG) comienza a invertir en el capital de Pilkington, en 2001 NSG y Pilkington se convierten en subsidiarias, en 2004 NSG se convierte en el accionista mayoritario de Pilkington, y en 2006 adquiere definitivamente la propiedad.

## Actividades
SIV participó en 25 empresas, entre ellas Vetrerie del Mediterraneo, Conterie Veneziane di Murano, Veneziana Vetro (Porto Marghera, antes ENI-Samim) y Flovetro, empresa conjunta con Saint Gobain.
Fue líder del grupo EFIM del sector del vidrio.
La primera planta de la empresa se ubicó en San Salvo (Provincia de Chieti (CH), la cual todavía está en funcionamiento.
En 1992 había alcanzado un ingreso de 750 mil millones de liras, en 1991 cerró con 5.220 empleados y 3.7 mil millones en ganancias.
Tenía como clientes a Opel, Fiat, Renault, Citroën, General Motors (GM), Rover, BMW, Audi, con el 70 % del volumen de negocios debido a las exportaciones.